# 시라야나기 세이이치

시라야나기 세이이치(일본어: 白柳誠一, しらやなぎ せいいち, 1928년 6월 17일 ~ 2009년 12월 30일 )은 일본의 가톨릭 성직자로, 1994년에 추기경에 임명되었다. 세례명은 베드로이다.
도쿄도 하치오지 출신이며, 조치 대학 졸업 후 사제 서품을 받았다. 그 후 로마로 유학, 교황청 대학교에서 박사 학위를 받았다. 1966년 도쿄 대교구 보좌주교로 임명되었고, 1970년 도이 다쓰오 추기경 선종 후 도교대주교에 임명되었다. 일본 가톨릭을 대표하여 활발한 활동을 했으며, 1994년, 일본인으로는 네 번째로 추기경으로 임명되었다. 2000년 도쿄 대교구 대주교 자리에서 물러났으며 2009년 12월30일 선종하였다.